# サンデー・エクスプレス (ABCラジオ)
サンデー・エクスプレスは、朝日放送ラジオ（ABCラジオ）で2006年4月から2007年3月まで毎週日曜日の14:00 - 17:00に放送されていたラジオ番組である。
プロ野球シーズン中は主にデーゲームを実況中継し、シーズンオフはリクエスト曲を中心に出演者の趣味やマニアックな情報を提供していた。

## 放送時間
- 毎週日曜14時から17時。

野球の試合展開により17:55まで延長あり。
またそれでも終了しない場合は「ABCフレッシュアップナイター」（ナイター中継枠）でカバーする

## 出演者
- 松原宏樹（当時・ABCアナウンサー）
- 中邨雄二（ABCアナウンサー）
- 羽谷直子（当時・ABCアナウンサー）

松原と中邨は原則として交代で出演。基本的には、松原もしくは中邨のどちらかと、羽谷の2名の組み合わせで放送していた。

## 概要
番組の体裁としては、年度下半期の帯番組「ダンディ・エクスプレス」の流れを生かしたもので、2005年のダンディー・ウィークエンドに引き続いて、阪神タイガース、オリックス・バファローズデーゲーム開催日はプロ野球中継（両チームがデーゲームを開催する場合は、阪神タイガースの中継優先）を放送する。
特に、阪神タイガースおよびオリックス・バファローズデーゲーム中継は、ライバルのMBSラジオが中央競馬実況中継（サンデー競馬中継 みんなの競馬）を放送している関係でデーゲーム中継を行わない為（17:45時点で試合終了していない場合は、熱血!!タイガーススタジアム→MBSタイガースナイターで中継）、事実上関西地区のAMラジオ独占中継となっている。
そして、これまで野球の無いオフシーズンの同時間帯は「土谷多恵子のサンデーリクエストパーク」を放送していたが、2006年度のプロ野球オフシーズンも「サンデーエクスプレス」を放送している。この背景は、2006年度6月度ビデオリサーチ社調べ「関西圏ラジオ聴取率調査」で、「サンデーエクスプレス」が、「おはようパーソナリティ道上洋三です」に次ぐ全局の番組で2位の聴取率3.0%を記録した為である。

## 競馬中継
中央競馬でG1競走と関西でG2競走が開催される時には、当該レースの実況中継を放送する。京都・阪神開催のG1競走の場合は、解説：青木雅人（競馬ニホン）、実況：松原宏樹・山下剛（レースごとのローテーション）の担当で、東京・中山開催のG1競走の場合は、TBSラジオからの裏送りで、TBSの宮澤隆・小笠原亘が実況（レースごとのローテーション、解説者はなし、実況音声はTBSテレビのスポーツニュース用映像の実況音声としても使用される）を担当する。

## 関連番組
- ABCフレッシュアップベースボール
- ダンディー・ウィークエンド（2005年度土曜・日曜デーゲーム中継）
- ABCスポーツJAM（2006年度土曜デーゲーム中継）
- ABCフレッシュアップJAM

| 朝日放送ラジオ（ABCラジオ） 日曜日午後プロ野球シーズン中   | 朝日放送ラジオ（ABCラジオ） 日曜日午後プロ野球シーズン中 | 朝日放送ラジオ（ABCラジオ） 日曜日午後プロ野球シーズン中 |
| 前番組                                                     | 番組名                                                   | 次番組                                                   |
| ---------------------------------------------------------- | -------------------------------------------------------- | -------------------------------------------------------- |
| ダンディー・ウィークエンド                                 | サンデー・エクスプレス                                   | ABCフレッシュアップJAM                                   |
| 朝日放送ラジオ（ABCラジオ） 日曜日午後プロ野球シーズンオフ |                                                          |                                                          |
| 土谷多恵子のサンデーリクエストパーク                       | サンデー・エクスプレス                                   | ABCフレッシュアップJAM                                   |